# Wang Hee-kyung
Wang Hee-Kyung (16 de julio de 1970) es una arquera surcoreana y campeona olímpica. Compitió en los Juegos Olímpicos de Verano de 1988 en Seúl, donde ganó una medalla de oro con el equipo de tiro con arco de Corea del Sur, y también una medalla de plata individual.